# Liste des médecins arabo-chrétiens
Liste de médecins arabo-chrétiens, classés par ordre chronologique :
- Salmaway ibn Bunan
- Jurjis ibn Bakhtishu
- Bhaktishu ibn Jurjis †801
- Gabriel bar Bokhticho †828
- Yuhanna ibn Masawaih †857
- Sabur ibn Sahl †869
- Jibra'il ibn Ubayad Allah
- Yuhannah ibn Bakhtishu †911
- Yuhanna ibn Sarabiyun, seconde moitié du IXe siècle
- Abu Bishr Matta ibn Yunus †940
- Abu' Utman S'aid ibn Yacub
- Abu Sahl 'Isa ibn Yahya al-Masihi †1010
- Ibn al-Tayib al-Iraki †1043
- Abu Said Ubayad Allah †1058
- Ali Ibn Isa al-Kahhal †1058
- Amin al-Dawla ibn al-Tilmidh (1073-1165)
- Ibn Butlan al-Mukhtar †1068
- Ibn Sarfiyun, plutôt fin XIIe siècle